# Terphothrix
Terphothrix is een geslacht van vlinders van de familie spinneruilen (Erebidae).

## Soorten
- T. callima (Bethune-Baker, 1911)
- T. errans Schaus, 1920
- T. fusca Druce, 1906
- T. grisea Schaus, 1896
- T. hedila Druce, 1906
- T. impura Schaus, 1896
- T. lanaria Holland, 1893
- T. limula Dognin, 1923
- T. lojana Schaus, 1927
- T. medinata Dognin, 1920
- T. mentor Dyar, 1910
- T. modificata Druce, 1906
- T. nigrisparsus Butler, 1878
- T. nivea Stoll, 1780
- T. nox Druce, 1906
- T. ochreata Schaus, 1915
- T. parmata Druce, 1906
- T. partalba Schaus, 1915
- T. parthenica Dyar, 1910
- T. persimilis Draudt, 1927
- T. postropaea Dyar, 1914
- T. punctifimbriata Dognin, 1923
- T. puntuada Dognin, 1894

- T. pura Walker, 1856
- T. roseidorsum Schaus, 1915
- T. rufidorsata Druce, 1910
- T. seydeli Collenette, 1954
- T. sicyata Dognin, 1901
- T. suppura Dyar, 1910
- T. tarsalis Walker, 1855
- T. taus Dyar, 1910
- T. tenuis (Holland, 1893)
- T. tibialis Walker, 1855
- T. unicolor Schaus, 1920
- T. uniformis Möschler, 1882
- T. unilinea Dognin, 1916
- T. unimoda Dognin, 1923
- T. votis Schaus, 1920